# Veřejný pořádek
Veřejný pořádek (public order, ordre public) je neurčitý právní pojem, který označuje souhrn pravidel nebo zásad chování na veřejnosti, určité zásady, na kterých celá společnost trvá.
Podle Ministerstva vnitra ČR jsou to vztahy „které vznikají, rozvíjejí se a zanikají na místech veřejných a veřejnosti přístupných. Jsou upraveny právními i neprávními normativními systémy a jejich zachování je významné pro zajištění klidného a bezporuchového chodu společnosti“.

## Historie
Dne 22. srpna 1969 byl pojem veřejný pořádek zneužit k vydání takzvaného pendrekového zákona (Zákonné opatření .. k upevnění a ochraně veřejného pořádku). Byl tím legalizován zásah komunistické policie na shromážděních protestujících proti okupaci Československa. V srpnu 1969 bylo vzato do vazby zhruba 2500 lidí.
Zákonné opatření také umožnilo propouštět protestující ze zaměstnání nebo studií a zastavit činnost dobrovolné organizace, případně ji rozpustit. Plné znění pendrekového zákona je k dispozici ve Wikizdrojích.

## Veřejné právo
V českém vnitrostátním právu se pojem „veřejný pořádek“ objevoval do roku 2013 převážně jen ve veřejnoprávních předpisech. Např. v § 5 zákona č. 251/2016 Sb., o některých přestupcích (dříve v § 47 a 48 zákona č. 200/1990 Sb., o přestupcích), jsou obsaženy skutkové podstaty přestupků proti veřejnému pořádku. Jde kupř. o vzbuzení veřejného pohoršení, rušení nočního klidu, znečištění veřejného prostranství, neuposlechnutí výzvy úřední osoby apod. Vymezení veřejného pořádku ovšem nemusí vyplývat jen z právních předpisů, může být formulován i na základě mimoprávních, morálních a společenských norem, protože jejich dodržování je podle přesvědčení a zvyklostí převažující většiny lidí podmínkou klidného a spořádaného spolužití lidí na určitém místě. Jakkoli je pojem veřejného pořádku spojen s veřejným prostorem, narušen může být i tak, že např. k rušení nočního klidu dojde pronikáním hlasité hudby ze sousedního bytu.
Ochrana veřejného pořádku patří v tomto ohledu mj. do samostatné působnosti obcí, která ji může realizovat pomocí obecní policie nebo na základě předchozí dohody i prostřednictvím Policie ČR. Jde-li o narušení veřejného pořádku vyšší intenzity, reaguje na to již trestní zákoník, který mj. v ustanoveních § 352–360 obsahuje skutkové podstaty trestných činů narušujících soužití lidí (např. Násilí proti skupině obyvatelů a proti jednotlivci, Nebezpečné vyhrožování nebo Nebezpečné pronásledování) nebo jinak rušících veřejný pořádek (např. Výtržnictví nebo Opilství).

## Soukromé právo
Od roku 2014 jej běžně používá i české soukromé právo. Odkazy na něj jsou obsaženy např. v § 1 odst. 2, § 19 odst. 2 nebo § 588 nového občanského zákoníku. Veřejný pořádek zde znamená překážku absolutní smluvní svobodě, zejména je jako výjimka z pravidla pouze relativní neúčinnosti stanoveno, že právní jednání, které narušuje veřejný pořádek, je neplatné absolutně a soud proto k této skutečnosti musí přihlédnout i bez návrhu. Veřejný pořádek, jehož původ lze vysledovat už ve francouzském zákoníku Code civil, je zde chápán jako jedna z podstatných náležitostí demokratického právního státu, leží na ni základy společenského řádu a jde tak o pravidla, na kterých je zapotřebí bezvýhradně trvat, nelze je tedy nechat jen na vůli soukromých osob. Zatímco dobré mravy mají morální základ a slouží k tomu, aby napravily zjevnou nerovnováhu mezi dvěma stranami, veřejný pořádek mezi nimi nehledá spravedlnost, ale spočívá ve společenské přijatelnosti určitého jednání.
Velmi významné využití veřejného pořádku je ale v mezinárodním právu soukromém, kde obvykle platí, že pokud by mělo být ve věcech s cizím prvkem použito cizího právního řádu, nesmí tento odporovat vnitrostátním zásadám společenského a státního zřízení. Pokud by tomu tak bylo, např. v případě polygamie, díky výhradě veřejného pořádku se těmto zásadám odporující cizí právní řád neaplikuje. O rozporu s veřejným pořádkem rozhoduje soud.